# Фабер, Фредерик
Фредерик Фабер (дат. Frederik Faber) (1795—1828, Хорсенс) — датский естествоиспытатель.

## Биография
Фредерик Фабер родился в 1795 году на острове Фюнен.
Состоял на военной службе в качестве полкового аудитора.
Затем Фабер путешествовал по Исландии, изучал фауну позвоночных и в особенности фауну птиц своей родины и Исландии.
Фредерик Фабер умер в 1828 году в Ютландии.